# Escudo de Álava

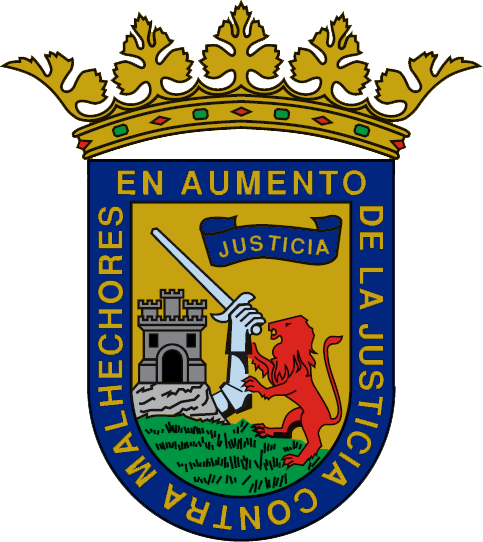
Diseño oficial de uso actual de la Diputación Foral.

La versión actual del escudo de Álava fue aprobada por la Norma Foral 14/93, de 5 de mayo de 1993, sobre la Bandera, el Escudo del Territorio Histórico de Álava y el Logotipo comunicacional de la Diputación Foral. Tiene la siguiente descripción heráldica:

En oro, sobre un campo verde, una roca, en su color, sumada de un Castillo almenado, mazonado de sable y aclarado de azur y de cuya roca sale un brazo, armado con una espada de azur, siniestrado de un león rampante de gules; sobre la hoja de la espada una cinta de azur y en letras de oro con la leyenda “JUSTICIA”. Bordura de azur y en letras de oro la leyenda “EN AUMENTO DE LA JUSTICIA CONTRA MALHECHORES”, todo ello timbrado de la Corona Ducal.
Norma foral 14/1993

## Historia

Diseño con precisiones de la tradición heráldica.

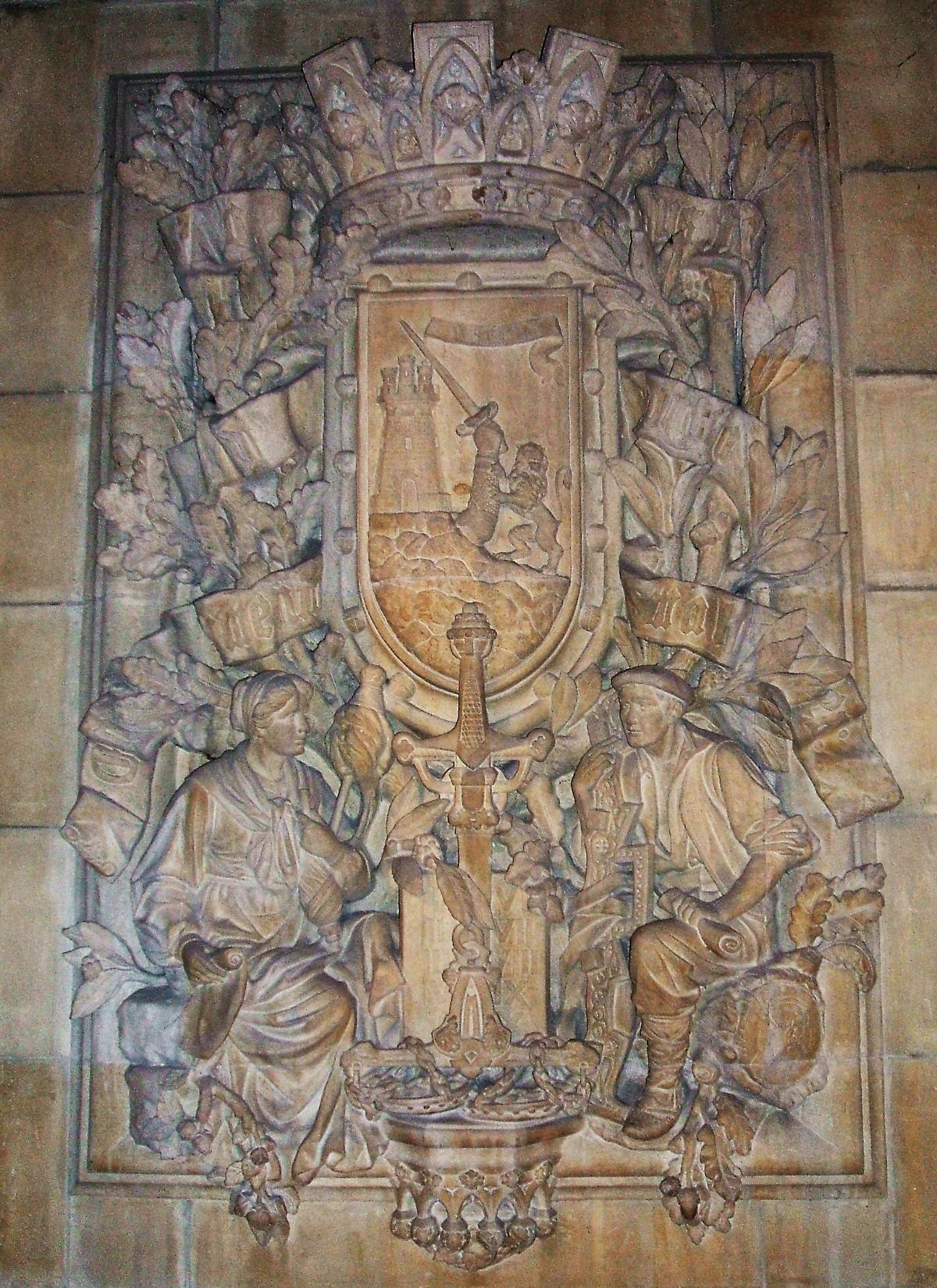
Relieve con el escudo de Álava en el trasaltar de la Catedral de María Inmaculada de Vitoria.

El escudo tiene su origen en las Hermandades de Álava, y se tienen referencias de ello, en forma de sello o de escudo, desde el siglo XV, así como documentos que acreditan su uso los siglos XVII, XVIII y XIX. 
Un documento del siglo XVII de un vecino de Portilla (actual municipio de Zambrana), menciona el sello de la localidad, señala que se usaba desde el siglo XIII y que se describe de modo muy similar al de Álava: «Un risco, en su cima una torre acastillada, y en la altura de ella, un brazo con espada en su mano desenvainada. Y al pie de la torre un león, que estribando sobre sus pies, echa las manos a ella». Otros pueblos y villas del pueblo usarían también esos sellos en tanto que se acogían al fuero de Portilla, y posteriormente, fuero de Soportilla. 
Por tanto se puede considerar que el escudo foral procedía directamente del original de la localidad de Portilla, en el cual el castillo representado era el Castillo de Portilla. De la misma opinión era el erudito vitoriano Eduardo Velasco y López de Cano que fue presidente de la Diputación alavesa entre 1905 y 1909, en su artículo 'Información sobre el escudo de armas de la Provincia de Alava'.
El sello y escudo aparece de varias formas y en esmaltes diversos. El brazo armado surge a menudo del risco o roca, aunque algunas veces lo hacía desde una ventana del castillo. El león, por su parte, puede atacar o no al brazo armado, e incluso (puntualmente) da la espalda al brazo, apareciendo contornado en el mismo campo, así como (también puntualmente) no aparecer. La leyenda «Justicia» aparece tardíamente (siglo XVIII), y el lema de la bordura se amplió. Inicialmente, las Hermandades de Álava venían usando un escueto «Justicia contra malhechores», ampliándose probablemente ya a inicios del siglo XVI con el texto «En aumento de», con la pujanza de los «Caballeros fijosdalgo de la Junta de Elorriaga, que estaban en hermandad y unión con las demás hermandades de Álava», por tanto, posiblemente con la ampliación de la institución, que daría forma al territorio alavés. De todas formas, el lema primitivo vino usándose y coexistiendo durante más tiempo. 
La corona ducal aparece en el primer grabado del escudo, de 1671, acompañando al escudo, aparte del timbre, de lanzas, banderas y cañones. 
Es probable que los muebles heráldicos del león y el castillo se introdujeran por la influencia de los reinos de Castilla y León, pues ya Fernando III usaba un escudo con ambas figuras y el escudo de Portilla data de la misma época. Su significado sería, según Velasco, acorde al tradicional: los castillos simbolizarían la autoridad defensiva y los leones los atacantes del territorio; y las leyendas añadidas posteriormente así parecen confirmarlo, como también la disposición del brazo armado.

## Escudo del Diputado General de Álava
El artículo 7, bajo el título «Del escudo del Diputado General de Álava», de la misma norma foral que describe la bandera y escudo de la provincia foral, describe también el escudo de la máxima autoridad de la Institución:

Al Diputado General le corresponde la utilización del Escudo del Territorio Histórico de Álava rodeado de seis banderas y sobre ellas cuatro estandartes, la mitad a cada lado, en color carmesí, una punta de lanza y una alabarda de sable y en punta dos cañones cruzados, asimismo, de sable.